# 과포화
과포화(過飽和, supersaturation)는 일정한 온도에서 용질이 용해도 이상으로 녹아 있는 상태이다. 이러한 형태의 액체는 과포화용액이라고 한다. 구조가 불안정해 작은 충격에도 용질이 고체로 석출된다.

## 제조법
과포화용액의 경우 보통 포화 용액을 만든 후 용액을 천천히 냉각시켜 만든다.

## 이용
결정 석출 시 과포화용액에 결정핵을 넣어 과포화용액에 자극을 준다. 이를 통해 결정핵 주변에 용질이 고체로 석출된다.